# Mariana Motoko
Mariana Ramos Romo, conocida como Mariana Motoko, (Chihuahua, 1986) es una artista gráfica mexicana cuyo trabajo está dedicado a la experiencia femenina, la nostalgia, las reivindicaciones feministas y la vida diaria. En el 2013, estuvo a cargo de la imagen del Festival Internacional de Cine en Guadalajara.

## Estilo
Además de sus trabajos en pintura, Mariana Motoko ha explorado la intervención de fotografías, espacios y objetos; la filigrana y el collage. Su estilo ha sido descrito como monocromático, minimalista y autobiográfico. La artista tiene un interés por describir el mundo emocional. Ha participado en esfuerzos colaborativos para destacar la importancia del amor propio

## Trayectoria
Ha trabajado en diferentes campañas publicitarias en favor de la igualdad y el respeto, entre las que figuran Motoko x C&A en el que desarrolló una colección de ropa inspirada en reconocer a todos los agentes de cambio y empatía en la sociedad. Entre las marcas con las que ha colaborado se cuentan Espolón, Adidas, Loly in the Sky, C&A, Vans, Luuna, Special K, Nimia
Colaboró en el diseño de la portada de la antología Gato Rex, una compilación de textos e ilustraciones a cargo de la editorial Paraíso Perdido, coordinado por la escritora Abril Posas. 
Con trabajos tales como su serie 'Híbridos', ha logrado exponer su obra en lugares como el Art Basel Miami.